# We Never Have Sex Anymore
We Never Have Sex Anymore är en singel av det amerikanska punkrockbandet The Offspring, som släpptes som den tredje singeln från Let the Bad Times Roll. Singeln släpptes den 2 april 2021 av Concord Records. Enligt Noodles handlar "We Never Have Sex Anymore" om den falnande passion som personer i ett förhållande kan känna.
I musikvideon, som regisserades av F. Scott Schafer, förekommer två schimpanser. PETA riktade hård kritik mot musikvideon på grund av detta.

## Låtlista
Alla låtar är skrivna och komponerade av Dexter Holland, om inte annat anges. 
| Nr | Titel                     | Längd |
| -- | ------------------------- | ----- |
| 1. | We Never Have Sex Anymore | 3:30  |